# 로토 스포르트 이탈리아
로토 스포르트 이탈리아(영어: Lotto Sport Italia)는 이탈리아의 의류 회사이자 관련 브랜드이다. 각종 스포츠 용품을 판매하고 있다.

## 스폰서

### 축구

#### 클럽
AFC
- 대구 FC (2007 ~ 2008)
- 대전 하나 시티즌 (1999 / 2003 ~ 2004 / 2007 ~ 2008 / 2012)